# マーク・ルイス＝フランシス
マーク・ルイス＝フランシス（Mark Lewis-Francis、1982年9月4日 - ）は、イギリスの陸上競技選手。2004年アテネオリンピックの金メダリストである。イングランド中部ウェスト・ミッドランズ、ウォルソール出身。

## 経歴
ルイス=フランシスは、短距離選手として比較的若い頃から頭角を現した。2000年シドニーオリンピックには出場せず、「ジュニアの時にしか出られないから」という理由で代わりに同年には、チリのサンティアゴで開催された世界ジュニア選手権に出場し100mで10秒12の大会新（当時）で金メダルを獲得した。なお、開催時期は五輪が9月、世界ジュニアが10月と詰まっており、地理的にもイギリスから遠い上に季節も反対の国であったことが、両方の大会には出場しなかった要因ではないかと思われる。ルイス=フランシスは、イギリスのトップスプリンターのドウェイン・チェンバースが薬物違反で出場停止処分を受けた後、リレーメンバーへと昇格。2004年アテネオリンピックでは100mと4×100mリレーの2種目に出場し、100mは決勝進出できなかったものの、4×100mリレーでは、マーロン・デボニッシュ、ダレン・キャンベル、ジェイソン・ガードナーとメンバーを組んだイギリスチームのアンカーを務め、アメリカとの100分の1秒差の激戦を制し、五輪ではイギリス勢として実に92年ぶりに金メダルを獲得した。
ルイス=フランシスは、初めてのオリンピックで金メダルを手にしている。しかし、世界選手権では、2001年エドモントン大会から4大会連続出場しているものの、金メダルは獲得できていない。なお、2001年のエドモントンの2次予選では（風速計故障で非公認ながらも）9秒97という、19歳としては驚異的な記録を達成。同じ1982年生まれのアメリカのジャスティン・ガトリンや、ジャマイカのアサファ・パウエルでもこの年齢の時にはこのような記録を出したことなく、この世代では世界一のスプリンターと見られていた。ルイス=フランシスによって世界記録がいずれ更新されるものと見られていた。ところが、20歳を過ぎると、ルイス=フランシスは伸び悩んでいく。スプリンターのピークは20代後半とされているが、ルイス=フランシスについては10代であったかのようである。
ルイス＝フランシスは、2005年のヨーロッパ室内選手権で、大麻に陽性反応が出たため失格となった。英国オリンピック委員会の規則では薬物違反選手は次回以降のオリンピック出場資格を失うこととされており、ルイス=フランシスのオリンピック出場機会は失ったかと思われた。しかし、2006年に英国陸連は大麻には競技能力を向上させる効果がないという調査結果を受け入れ、英国オリンピック委員会もルイス＝フランシスの将来のオリンピック出場機会は失していないことを表明した。2007年12月、ルイス＝フランシスは、受けるべきドーピング検査を2度回避していることが判明した。

## 自己ベスト
- 100m - 10秒04 (2002年)
- 200m - 20秒94 (2002年)

## 主な実績
| 年   | 大会                     | 場所                       | 種目         | 結果      | 記録   |
| ---- | ------------------------ | -------------------------- | ------------ | --------- | ------ |
| 2000 | 世界ジュニア陸上選手権   | サンティアゴ(チリ)         | 100m         | 1位       | 10秒12 |
| 2001 | 世界室内陸上選手権       | リスボン(ポルトガル)       | 60m          | 3位       | 6秒51  |
| 2001 | 世界陸上選手権           | エドモントン(カナダ)       | 100m         | 5位（sf） | 10秒26 |
| 2002 | ヨーロッパ室内陸上選手権 | ウィーン(オーストリア)     | 60m          | 2位       | 6秒55  |
| 2003 | 世界陸上選手権           | パリ(フランス)             | 100m         | 7位（sf） | 10秒44 |
| 2004 | オリンピック             | アテネ(ギリシャ)           | 100m         | 5位（sf） | 10秒28 |
| 2004 | オリンピック             | アテネ(ギリシャ)           | 4×100mリレー | 1位       | 38秒07 |
| 2005 | 世界陸上選手権           | ヘルシンキ(フィンランド)   | 100m         | 5位（qf） | 10秒53 |
| 2005 | 世界陸上選手権           | ヘルシンキ(フィンランド)   | 4×100mリレー | 3位       | 38秒27 |
| 2006 | ヨーロッパ陸上選手権     | イェーテボリ(スウェーデン) | 100m         | 5位       | 10秒16 |
| 2006 | ヨーロッパ陸上選手権     | イェーテボリ(スウェーデン) | 4×100mリレー | 1位       | 38秒91 |
| 2007 | 世界陸上選手権           | 大阪(日本)                 | 100m         | 5位（sf） | 10秒19 |
| 2007 | 世界陸上選手権           | 大阪(日本)                 | 4×100mリレー | 3位       | 37秒90 |

- sfは準決勝、qfは2次予選